# 메스트레

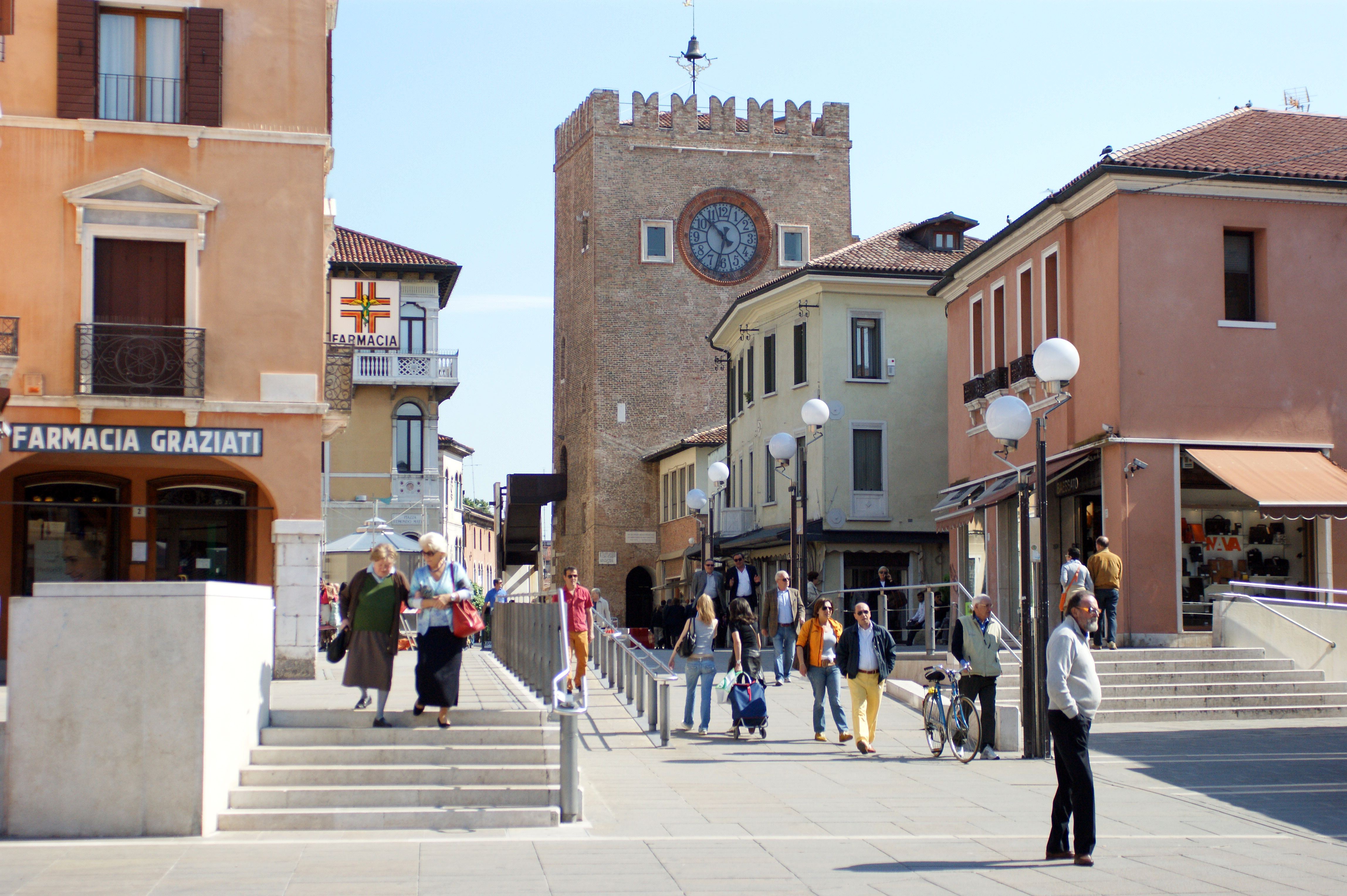
메스트레의 시계탑

메스트레(이탈리아어: Mestre)는 이탈리아 베네토주에 위치한 베네치아를 형성하는 구역 가운데 하나로 인구는 89,373명(2008년 10월 31일 기준)이다.
베네치아의 내륙 지대에 위치한다. 1923년에 시로 승격되었으며 1926년에 베네치아에 편입되었다.